# Myospila femorata
Myospila femorata är en tvåvingeart som först beskrevs av Malloch 1935.  Myospila femorata ingår i släktet Myospila och familjen husflugor. Inga underarter finns listade i Catalogue of Life.